# Centropyge argi
Espèce
Statut de conservation UICN

 LC  : Préoccupation mineure
Le poisson-ange nain à tête jaune (Centropyge argi) est une espèce de poissons de la famille des pomacanthidés.

## Description
La taille maximale pour cette espèce est de 6,5 cm à 8 cm selon les sources.
Il est caractérisé par une couleur bleu métallique, se dégradant vers l'orange ou le jaune sur la tête.

## Répartition
Elle est présente dans les récifs coralliens de l'Ouest de Atlantique Nord, principalement dans le Golfe du Mexique et la Mer des Caraïbes.

## Alimentation
Le poisson-ange nain à tête jaune est omnivore, mais se nourrit principalement d'algues en milieu naturel.

## Comportement
Les mâles sont particulièrement agressifs les uns envers les autres, et les combats se finissent fréquemment avec la mort de l'un des deux individus